# グラントスタンド
『グラントスタンド』（Grantstand）は、アメリカ合衆国のジャズ・ギタリスト、グラント・グリーンが1961年に録音・1962年に発表したスタジオ・アルバム。

## 解説
当時プレスティッジ・レコードと専属契約していたジャック・マクダフがサイドマンとして参加しており、グリーンは本作に先がけて、マクダフの『ザ・ハニードリッパー』、『グッドナイト、イッツ・タイム・トゥ・ゴー』といったアルバムの録音に参加した。
スティーヴ・ヒューイはオールミュージックにおいて5点満点中4点を付け「アルバムの大部分において特に際立っているのはグルーヴで、グリーンのソウル・ジャズ路線のグルーヴに満ちた演奏を探しているなら、本作はうってつけである」と評している。また、ナット・ヘントフはオリジナルLPのライナーノーツにおいて、マクダフの演奏に関して「本作では、通常よりもかなり柔和に感じられる」「多くのエレクトリック・オルガニストはダイナミクスを重視しているため、聴いていて耳が痛くなる。しかしマクダフの演奏は、称賛に値する抑制と味わい深さを伴っている」、収録曲「マイ・ファニー・ヴァレンタイン」に関して「グリーンのバラードの演奏としては過去最高に印象的」と評している。

## 収録曲
特記なき楽曲はグラント・グリーン作。
1. グラントスタンド - "Grantstand" - 9:03
2. マイ・ファニー・ヴァレンタイン - "My Funny Valentine" (Lorenz Hart, Richard Rodgers) - 9:06
3. ブルース・イン・モーズ・フラット - "Blues in Maude's Flat" - 15:00
4. オールド・フォークス - "Old Folks" (Dedette Lee Hill, Willard Robison) - 4:11

### リマスターCDボーナス・トラック
1. グリーンズ・グリーネリー - "Green's Greenery" - 5:10

## 参加ミュージシャン
- グラント・グリーン - ギター
- ユセフ・ラティーフ - テナー・サクソフォーン、フルート
- ジャック・マクダフ - ハモンドオルガン
- アル・ヘアウッド - ドラムス